# 石化路街道
石化路街道，是中华人民共和国安徽省安庆市大观区下辖的一个乡镇级行政单位。
此街道由于区划调整的原因已经被取消了。

## 行政区划
石化路街道下辖以下地区：
天桥社区、联盟社区、油化路社区、大湖社区和鸭儿塘社区。